# Massongex
Massongex é uma comuna da Suíça, situada no distrito de Saint-Maurice, no cantão de Valais. Tem 6,6 km² de área e sua população em 2018 foi estimada em 1.785 habitantes.